# 사모아 야구 국가대표팀
사모아 야구 국가대표팀은 국제 경기에 사모아를 대표하여 참가하는 야구 국가대표팀이다.